# إليوت بانيكو
إليوت بانيكو ولد 18 نوفمبر 1996 هو لاعب كرة قدم أمريكي محترف يلعب كحارس مرمى لنادي ناشفيل اي سي الدوري الامريكي لكرة القدم

## روابط خارجية
- إليوت بانيكو في UNC شارلوت